# 格罗兹尼
格罗兹尼（羅馬化：Grozny，俄語發音：[ˈgroznɨj]；車臣語：、或），俄罗斯车臣共和国首府，位于高加索山北麓。
格罗兹尼由沙皇俄国军队建城于1818年，其名俄文意为“威胁”，是俄军控制北高加索的主要要塞之一。该城1989年时人口曾达到40.1万人，后在两次车臣战争期间发生数次格罗兹尼战役，城市大部分都遭到毁灭性破坏，1999年时人口仅有15万人，次年进行选民登记时，仅有9833人前来登记。車臣戰爭完結後，普京政府开始重建格罗兹尼，人口重新回升至20萬左右。如今整個格羅茲尼市區基本上已从战争狀態中恢复过来，重新成为一座现代化城市。